# 新大西島
《新大西島》（英語：New Atlantis，即新亞特蘭蒂斯）是弗朗西斯·培根於1626年創作的一部不完整的烏托邦小說。在《新大西島》中，培根提到了人類的發現以及知識的未來願景，表達了他對人類的抱負和理想。小說中提及了一個烏托邦王國，在那裡，居民普遍擁有“慷慨和啟蒙、尊嚴和輝煌、虔誠和公共精神”的品格。作者對應用科學和純科學領域的現代研究型大學也提出了構想，他在書中提到了他理想的大學——所罗门圣殿。